# فينزبري بارك (محطة مترو أنفاق لندن)
فينزبري بارك (بالإنجليزية: Finsbury Park)‏ هي إحدى محطات مترو أنفاق لندن. تقع على خط بيكاديلي وفيكتوريا أفتتحت في المنطقة (Zone) رقم 2 أفتتحت في 1861، 15 ديسمبر 1906.